# Wilhelm Eisengrein

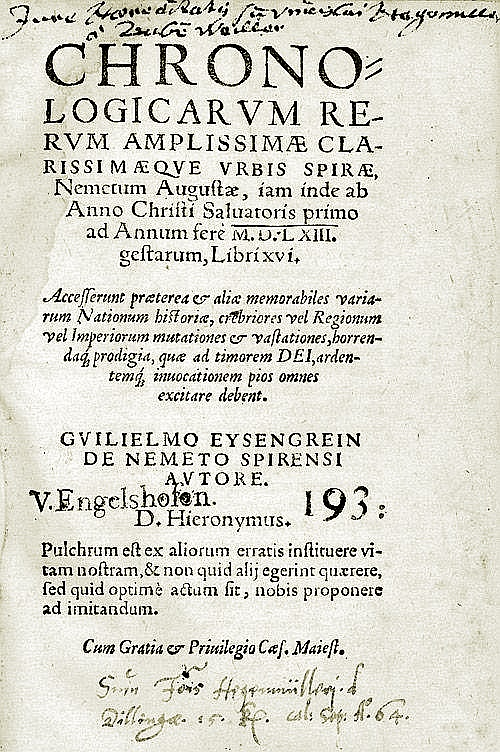
Titelblatt der ersten gedruckten Stadtgeschichte Speyers, Wilhelm Eisengrein, 1564

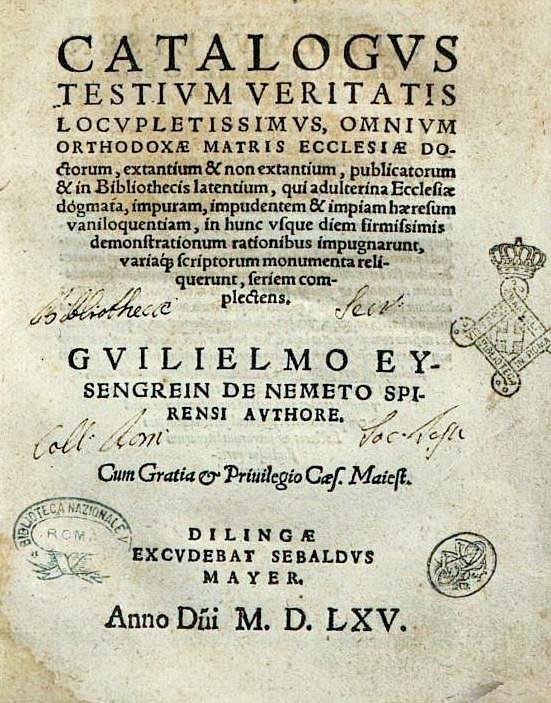
Titelblatt des Catalogus testium veritatis, 1565

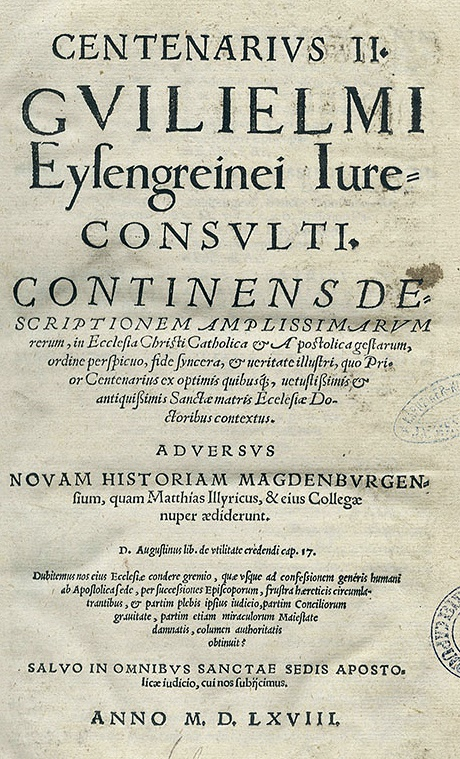
Titelblatt der Centenarien, 2. Band, 1568

Wilhelm Eisengrein, auch Eysengrein, Eisengrin bzw. Eisengrein von Richtenfels (* 1543 in Speyer; † 1584 in Rom) war ein katholischer deutscher Jurist, Historiker und Kontroverstheologe.

## Herkunft und Familie
Er wurde 1543 (nach anderen Quellen erst 1544) in Speyer als Sohn von Jakob Eisengrein (1506–1568), Jurist am dortigen Reichskammergericht, und seiner Ehefrau Elisabeth Fürderer von Richtenfels geboren. Sein Bruder Johann Jakob († 1597) fungierte als Reichshofrat und kaiserlicher Kanzler zu Prag; sein Cousin, der Geistliche Martin Eisengrein (1535–1578), war einer der führenden Köpfe der Gegenreformation in Bayern. Balthasar Eysengrein (1547–1611), ein anderer Vetter, wirkte als Juraprofessor an der Universität Tübingen.

## Leben und Wirken
Wilhelm Eisengrein und sein Bruder fügten ihrem Familiennamen öfter den mütterlichen Adelstitel Fürderer von Richtenfels bzw. nur von Richtenfels bei. Er studierte Rechtswissenschaften an der Universität Ingolstadt und promovierte hier zum Doktor beider Rechte. Dann arbeitete Eisengrein als Rechtskonsulent und begann historische sowie theologische Werke zu verfassen. 1564 publizierte er die erste gedruckte Geschichte der Stadt Speyer, die, wie er selbst schrieb, auf der handschriftlichen Chronik des Domvikars Wolfgang Baur († 1516) basierte.
Mit Unterstützung des bayerischen Herzogs Albrecht V. trat Wilhelm Eisengrein den Schriften des lutherischen Theologen Matthias Flacius (1520–1575) entgegen. Dessen Buch Catalogus testium veritatis (1556 u. 1562) beantwortete er 1565 mit seinem Catalogus testium veritatis locupletissimus, omnium orthodoxae Matris Ecclesiae Doctorum, gegen die noch bekannteren Magdeburger Centurien veröffentlichte er seine beiden Bücher Centenarium XVI de Christi ecclesia (2 von mehreren geplanten Bänden, 1566 u. 1568). 1576 publizierte Eisengrein in diesem Zusammenhang auch noch das Werk Harmonia Ecclesiae Historica.
Ab 1568 hielt sich Wilhelm Eisengrein überwiegend in Rom auf. Dort hatte ihn sein Cousin Martin Eisengrein brieflich dem Kardinal Guglielmo Sirleto (1514–1585) empfohlen. Auch hier betätigte er sich schriftstellerisch, insbesondere als Chronist der Pontifikate von Pius V. und Gregor XIII.
Eisengrein starb 1584 in Rom und wurde auf dem deutschen Friedhof Campo Santo Teutonico beigesetzt. Das aus älteren Quellen öfter übernommene Todesjahr 1570 ist unrichtig; ebenso die Angabe, dass er Geistlicher oder Speyerer Domherr gewesen sei, was überdies auch nie in den Titelblättern seiner Bücher erwähnt wird.